# Gustav Nebel
Gustav Nebel is de uitvinder van het snoepje Werther's Original.
Nebel woonde in Werther (vlak bij Bielefeld) in Duitsland. Daar werkte hij in de door August Storck in 1903 opgerichte Wertherse stoom-snoepfabriek. Naar verluidt bedacht Nebel het snoepje in 1909. Hij wordt daarom gezien als de "vader van de Werther's Original".